# Elecciones generales de Antigua y Barbuda de 2014
Las elecciones generales de Antigua y Barbuda de 2014 tuvieron lugar el 12 de junio del mencionado año con el objetivo de renovar los diecisiete escaños de la Cámara de Representantes, en base a cuya composición se integró el Senado, configurando el Parlamento de Antigua y Barbuda para el período 2014-2019. Fueron las séptimas elecciones desde la independencia de Antigua y Barbuda, así como las decimoquintas elecciones regulares de la historia antiguana y las decimocuartas bajo sufragio universal.
El gobierno de Baldwin Spencer, del Partido Progresista Unido (UPP), llegó a las elecciones con su imagen desgastada luego de diez años en el poder y un agravamiento de la tasa de crímenes violentos, además de un período de contracción económica en el marco de la recesión económica global, que motivó que Spencer tuviera que buscar ayuda del Fondo Monetario Internacional. Mientras tanto, el Partido Laborista de Antigua y Barbuda (ABLP), reconstituido luego de la llegada de Gaston Browne a su liderazgo (el primer líder laborista ajeno a la controvertida familia Bird), concurrió renovado y con una plataforma centrada en abolir el impuesto a la renta personal, crear más empleos y reactivar más inversiones locales y extranjeras.
Las elecciones resultaron en una rotunda victoria para el ABLP, que logró el 56,64% de los votos válidamente emitidos y una mayoría absoluta récord de 14 de los 17 escaños, la victoria más amplia para cualquier partido político desde 1989. Su triunfo más sorprendente se dio en Barbuda, donde ganó por un voto y arrebató al Movimiento Popular de Barbuda el escaño representativo de la isla por primera vez en su historia, la primera vez desde 1971 que un partido nacional ganaba el escaño barbudense. Por su parte, el UPP sufrió la peor derrota para un gobierno en funciones en la historia del país y obtuvo el 41,76% de los votos y 3 escaños. La participación fue del 90,08% del electorado registrado, la segunda más alta en la historia electoral antiguana.
Browne prestó juramento como primer ministro de Antigua y Barbuda el 13 de junio. Con 47 años al momento de su juramentación, se convirtió en el jefe de gobierno más joven en la historia del país. Spencer, que había retenido su escaño en St. John's Rural West, asumió como líder de la Oposición en el Parlamento, pero se retiró del liderazgo del UPP en 2015.

## Contexto
Las elecciones generales de 2009, una de las más ajustadas en la historia del país, dieron la victoria al gobernante Partido Progresista Unido, del primer ministro Baldwin Spencer, que revalidó su mayoría absoluta por estrecho margen con 9 de los 17 escaños parlamentarios, al que se uniría el escaño de Trevor Walker, del Movimiento Popular de Barbuda. El Partido Laborista de Antigua, liderado por Lester Bird, mejoró sus resultados y el propio Bird retornó al parlamento como líder de la Oposición, pero por primera vez en su historia perdió dos elecciones consecutivas. El proceso de votación fue lento y registró deficiencias que fueron criticadas por los grupos de observación internacional, aunque consideraron las elecciones razonablemente libres y justas. Sin embargo, Bird no reconoció el resultado, presentando impugnaciones en cuatro circunscripciones y denunciando fraude electoral. Aunque obtuvo una sentencia favorable del Tribunal Supremo, anulando los resultado de las circunscripciones mencionadas, una apelación por parte del gobierno de Spencer suspendió la sentencia y finalmente prevaleció en la Corte de Apelaciones, confirmando los resultados. Bird no reconoció su derrota como limpia y, como resultado, no cumplió su promesa de dimitir como líder del ALP si el partido perdía las elecciones.
El período posterior estuvo marcado por el deterioro de la situación económica, como consecuencia de la recesión global, con un aumento del desempleo del 5 al 25% en tan solo diez años. El deterioro de la situación económica vio también un disparo de la delincuencia que ya se había percibido en los años anteriores. Aunque Spencer había llegado al poder haciendo campaña en contra de la corrupción endémica en el régimen de la dinastía Bird, el gobierno del UPP también enfrentó escándalos propios, lo que provocó un rápido deterioro en la popularidad del partido. El gobierno de Spencer se negó a extraditar a R. Allen Stanford, declarado culpable de fraude por un tribunal en los Estados Unidos y condenado a 110 años de prisión por administrar un negocio de miles de millones de dólares en el que se animaba a los clientes a invertir en certificados de depósito del Stanford International Bank de Antigua con falsas promesas de seguridad y altos rendimientos. En febrero de 2013, un grupo de inversores defraudados demandó directamente al gobierno de Antigua y Barbuda, alegando que altos funcionarios antiguanos conocían el plan de Stanford y se beneficiaban de él. Aunque el gobierno de Spencer tomó medidas para mejorar las regulaciones en el entorno financiero del país, ninguno de los funcionarios acusados de tener participación en el caso fue llevado a juicio.
Durante la segunda mitad del mandato, el gobierno de Spencer enfrentó severas críticas y desafíos judiciales contra una serie de legislaciones controvertidas. Spencer buscó implementar un Programa de Ciudadanía por Inversión, basado en el realizado por otros países del Caribe anglófono y mediante el cual inversores podrían adquirir directamente la ciudadanía y pasaportes de Antigua y Barbuda donando dinero a una organización benéfica o comprando bienes raíces. El proyecto fue estuvo a punto de ser derrotado en el Parlamento cuando cuatro senadores del oficialismo votaron en contra, lo que resultó en su destitución. Del mismo modo, una enmienda a la Ley de Representación del Pueblo, realizada en 2011, alteraba la composición y método de selección de la Comisión Electoral, al tiempo que disminuía las prerrogativas del Supervisor de Elecciones. Sin embargo, la medida fue declara inconstitucional por el Tribunal del Caribe Oriental, respondiendo a una impugnación presentada por el ALP. El ALP también cuestionó la constitucionalidad de otra enmienda que establecía que los votantes se debían volver a registrar para las elecciones de 2014. La reinscripción comenzó en septiembre de 2010 y estuvo plagada de obstáculos, incluidos cortes de energía, largas colas y fallas informáticas, y tuvo que extenderse por una quinta semana.

## Sistema electoral
| Mapa                       | Circunscripción      | Parlamentarios | Parlamentarios | Parlamentarios |
| -------------------------- | -------------------- | -------------- | -------------- | -------------- |
|                            | St. John's City West | Gaston Browne  |                | ABLP           |
| St. John's City East       | Harold Lovell        |                | UPP            |                |
| St. John's City South      | Steadroy Benjamin    |                | ABLP           |                |
| St. John's Rural West      | Baldwin Spencer      |                | UPP            |                |
| St. John's Rural South     | Eustance Lake        |                | ABLP           |                |
| St. John's Rural East      | Lester Bird          |                | ABLP           |                |
| St. John's Rural North     | John Maginley        |                | UPP            |                |
| St. Mary's North           | Molwyn Joseph        |                | ABLP           |                |
| St. Mary's South           | Hilson Baptiste      |                | UPP            |                |
| All Saints East & St. Luke | Chester Hughes       |                | UPP            |                |
| All Saints West            | Chanlah Codrington   |                | UPP            |                |
| St. George                 | Jacqui Quinn-Leandro |                | UPP            |                |
| St. Peter                  | Asot Michael         |                | ABLP           |                |
| St. Philip North           | Robin Yearwood       |                | ABLP           |                |
| St. Philip South           | Wilmoth Daniel       |                | UPP            |                |
| St. Paul                   | Eleston Adams        |                | UPP            |                |
| Barbuda                    | Trevor Walker        |                | BPM            |                |

Las elecciones se realizaron bajo el texto constitucional de 1981 y la Ley de Representación del Pueblo del 31 de octubre de 1975, con las reformas a la misma sancionadas en 2001 y 2002 y administradas por la Comisión Electoral de Antigua y Barbuda. Bajo este marco constitucional, Antigua y Barbuda era una monarquía constitucional dentro de la Mancomunidad de Naciones con un sistema parlamentario basado en el modelo Westminster. La reina Isabel II era la Reina de Antigua y Barbuda y jefa de estado ceremonial, representada localmente por el Gobernador General Wilfred E. Jacobs, mientras que el jefe de gobierno y titular efectivo del poder ejecutivo recaía en la figura de un primer ministro sometido a la confianza del Parlamento bicameral compuesto por la Cámara de Representantes elegida por voto popular mediante escrutinio mayoritario uninominal para un mandato máximo de cinco años y un Senado designado en base a los resultados de las elecciones de la Cámara.
La Cámara de Representantes se compone de diecisiete escaños elegidos por escrutinio mayoritario uninominal. El país se encuentra dividido en diecisiete circunscripciones, cada una de las cuales está representada por un miembro del Parlamento elegido por simple mayoría de votos. El partido o grupo político que logre sumar una mayoría de al menos nueve de los diecisiete escaños forma gobierno y designa al primer ministro, mientras que el líder del partido con más escaños que no forme parte del gobierno ocupa el cargo de líder de la Oposición. El Senado, por su parte, se compone también de diecisiete escaños enteramente designados por el Gobernador General en representación del monarca y siguiendo determinados consejos. Diez senadores se designan por consejo del primer ministro, cuatro por consejo del líder de la Oposición y tres en representación de Barbuda, designados a la razón de uno por consejo del primer ministro, uno por el Consejo de Barbuda y otro a discreción del Gobernador General.
Todos los ciudadanos de la Mancomunidad de Naciones de al menos dieciocho años de edad que posean los requisitos de residencia o domicilio tienen derecho a votar en las elecciones a la Cámara de Representantes. Por su parte, los ciudadanos que tengan al menos veintiún años de edad, hayan residido en el país durante un mínimo de doce meses inmediatamente anteriores al día de la nominación y sean capaces de hablar y leer el idioma inglés con fluidez suficiente para permitirles participar activamente en los procedimientos parlamentarios están calificados para convertirse en miembros del Parlamento. Están inhabilitadas las personas que deban lealtad a un Estado extranjero, los que tengan una quiebra sin liberal, las personas declaradas mentalmente insanas, condenadas a muerte o prisión por un período de al menos doce meses, y aquellos relacionados con delitos electorales o culpables de ciertos delitos dentro de los diez años anteriores. El mandato parlamentario es incompatible con determinados cargos públicos, responsabilidades electorales y el cargo de ministro de religión.

## Partidos contendientes

### Partido Progresista Unido

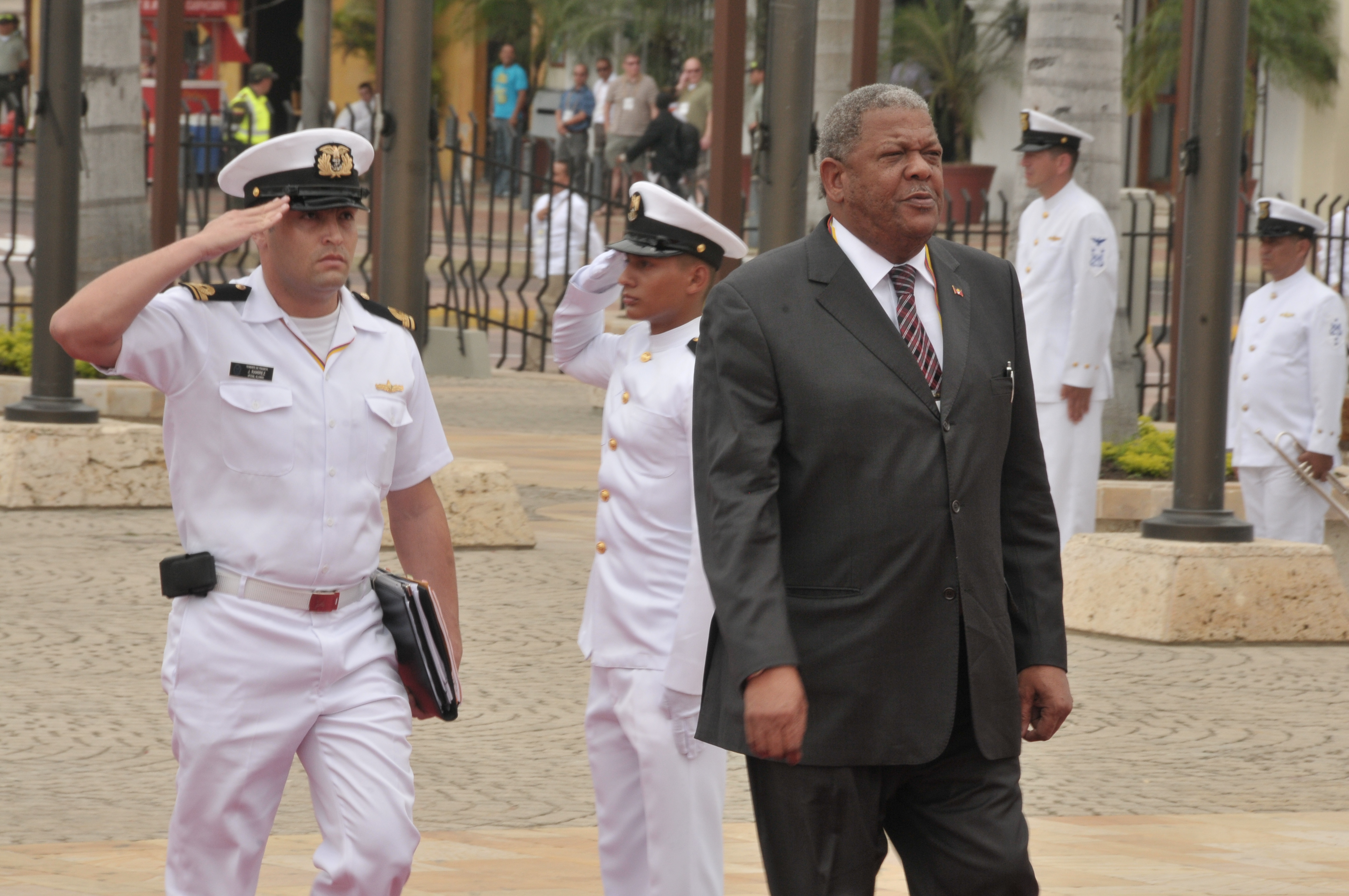
Baldwin Spencer fue reelegido líder del UPP.

El Partido Progresista Unido realizó su novena Convención Bianual el 17 de marzo de 2013. El primer ministro Baldwin Spencer fue nominado y elegido por unanimidad para un nuevo mandato como líder político del partido, así como candidato a primer ministro en las elecciones de 2014. Leon Symister fue también elegido por unanimidad como nuevo presidente del partido, sucediendo a Harold Lovell. Lovell, que había liderado en el pasado movimientos internos contra el liderazgo de Spencer en el pasado, pasó a ocupar el cargo de líder político adjunto y declaró su «inequívoco» respaldo al primer ministro.
| Convención del Partido Progresista Unido | Convención del Partido Progresista Unido | Convención del Partido Progresista Unido | Convención del Partido Progresista Unido | Convención del Partido Progresista Unido | Convención del Partido Progresista Unido |
| Líder del Partido                        | Líder del Partido                        | Líder del Partido                        | Presidente del Partido                   | Presidente del Partido                   | Presidente del Partido                   |
| Candidato                                | Votos                                    | %                                        | Candidato                                | Votos                                    | %                                        |
| ---------------------------------------- | ---------------------------------------- | ---------------------------------------- | ---------------------------------------- | ---------------------------------------- | ---------------------------------------- |
| Baldwin Spencer                          | Sin oposición                            | Sin oposición                            | Leon Symister                            | Sin oposición                            | Sin oposición                            |

### Partido Laborista de Antigua y Barbuda
El Partido Laborista de Antigua atravesó una profunda crisis de liderazgo después de su derrota en las elecciones de 2009. Lester Bird, que lideraba el partido desde 1993 tras suceder a su padre, Vere Bird (quien lo había encabezado desde su fundación) se negó a dimitir a pesar de haber prometido que lo haría si el ALP volvía a perder las elecciones. Con el liderazgo de Bird en entredicho, comenzaron a gestarse distintos focos de disidencia interna de cara a la eventual convención del partido a fines de 2012, donde se tendría que escoger al liderazgo que encararía las elecciones de 2014. Gaston Browne, parlamentario por St. John's City West que había presentado un desafío contra Bird en la convención previa a las elecciones, anunció que volvería a competir contra el ex primer ministro. Por su parte, el exministro de Finanzas Molwyn Joseph, uno de los parlamentarios más antiguos del partido, así como Robin Yearwood, que había ejercido como líder de la Oposición entre 2004 y 2006 antes de caer en desgracia con Bird, anunciaron candidaturas. El resultado fue una de las convenciones partidarias más disputadas en la historia de Antigua y Barbuda, y el primer desafío serio a la autoridad de la dinastía Bird sobre el ALP, dominado por la familia durante sus 66 años de existencia.
A medida que la convención se acercaba, los ataques personales entre partidarios de Bird y Browne se intensificaron. Bird acusó al espacio de Browne de estar incurriendo en prácticas corruptas para sobornar a los delegados de la convención y que votaran por él, acusaciones que Browne rechazó. La convención tuvo lugar el 26 de noviembre de 2012, en el Centro Cultural Multiusos en Perry Bay, Saint John. Bird no se presentó en el evento, anticipándose a su derrota, aunque sus partidarios y delegados sí asistieron. Antes de que iniciara la votación, tanto Joseph como Yearwood retiraron sus candidaturas y afirmaron su apoyo a Bird. Sin embargo, Browne se impuso en última instancia con 213 votos contra 180 de Bird, mientras que 7 delegados no emitieron sufragio, convirtiéndose así en el primer líder laborista ajeno a la dinastía Bird desde la fundación del partido. Mientras tanto, Gail Christian (ligada a Browne) derrotó a Steadroy Benjamin en la contienda por el cargo de presidente del partido, convirtiéndose en la primera mujer en llegar tan alto en la dirección de un partido importante en Antigua y Barbuda. Tras constatarse el resultado, decenas de partidarios de Browne celebraron, mientras que los partidarios de Bird comenzaron a retirarse de la elección, denunciando que la votación había sido «amañada».
En su discurso de aceptación tras la victoria, Browne buscó mantener un tono conciliatorio con el liderazgo de Bird, convocando a sus partidarios a «dejar lo pasado en el pasado». Afirmando que se sentía «orgulloso» de suceder a «dos grandes líderes», exaltó a las figuras de Bird y su padre, comprometiéndose a respetar sus legados, incluso sugiriendo la posibilidad de designar a Bird como «líder emérito del partido» a título vitalicio. Finalmnete, anunció el 24 de abril de 2013 como la fecha para su matrimonio con la sobrina de Bird, Maria, que tenía la mitad de su edad. El partido se reconstituyó tras el triunfo de Browne, cambiando su nombre a «Partido Laborista de Antigua y Barbuda» para exaltar el hecho de que era «el único partido nacional operativo en las dos islas». A pesar de su nombre, el ALP ya había disputado varias veces las elecciones en Barbuda, aunque no ganaba la circunscripción desde 1965.
El 31 de marzo de 2013, Vere Bird Jr., hermano de Lester Bird que había formado parte tanto de los gobiernos de este como de su padre y era una figura política controvertida en el archipiélago, murió de un infarto a los 77 años. En julio, su hijo Vere Bird III denunció el liderazgo del ABLP como corrupto y desconectado de los propósitos originales del partido, y fundó el Partido Laborista Auténtico de Antigua y Barbuda, con miras a competir en las siguientes elecciones por separado. Lester Bird no formó parte de esta escisión y permaneció en el ABLP, presentándose como candidato a la reelección en su circunscripción.
|  | 54.20 % |

|  | 54.20 % |

|  | 45.80 % |

|  | 45.80 % |

|  | 100.00 % |

|  | 100.00 % |

## Campaña
El Partido Progresista Unido centró su campaña en exaltar positivamente sus diez años de gestión, afirmando haber tenido éxito en reconstruir las bases para el desarrollo sostenible del país. Abandonando la retórica de apelar al recuerdo del régimen anterior del ALP, empleada en las anteriores elecciones, el manifiesto del partido, titulado «The People's Charter» (del inglés: «La Carta del Pueblo»), se enfocó más que nada en resaltar logros. El UPP se comprometió a continuar con programas de desarrollo social, como becas para uniformes escolares y el programa de comidas escolares. Achacó el deterioro de la situación económica a la crisis global y propuso la implementación de un período de gracia de un año para el pago de préstamos estudiantiles, la introducción de créditos fiscales dirigidos a pequeñas y medianas empresas para ayudarles a expandir sus plantillas, la reducción de la tasa impositiva corporativa para aumentar los flujos de capital e inversión, y la creación de un entorno propicio para reducir la tentación de la actividad criminal a través de la erradicación de la pobreza, la generación de empleo y la creación de mayor equidad. En el ámbito de la seguridad, el UPP prometió abordar la prevención del crimen, la seguridad nacional y el mantenimiento del orden público, aunque mantuvo una retórica vaga. En el ámbito de la infraestructura, propuso la construcción de un nuevo puerto, un moderno centro de artes escénicas y la exploración de la tecnología espacial.
Por su parte, el Partido Laborista de Antigua y Barbuda enfocó su discurso en criticar la gestión de Spencer. Su manifiesto se tituló «The People's Rescue Plan» (del inglés: «El Plan de Rescate del Pueblo») y expuso un programa para «reconstruir» el país centrado en la reducción de impuestos, el combate al crimen y la creación de empleos. El ABLP acusó al UPP de corrupción, incompetencia y mala administración, afirmando que el país había perdido millones de dólares en contratos corruptos. El ABLP prometió abolir el impuesto a la renta personal, que ya había sido abolido durante el régimen de Vere Bird y luego reimplatando por Spencer. En materia de seguridad, propuso la implementación de una estrategia integral de lucha contra el crimen, la creación de «Consejos Comunitarios» para colaborar en la reducción de la delincuencia, la regulación transparente de las licencias de armas de fuego mediante un «Comité de Tres Personas», el fortalecimiento de la formación y equipamiento de la policía, la intensificación de la educación contra las drogas, la reducción de la pobreza y el desempleo como medidas preventivas, y el fortalecimiento de las leyes y penas en delitos relacionados con armas de fuego y violencia. Browne resaltó también la transición del liderazgo partidario, afirmando que el ABLP había demostrado su capacidad para renovarse y construir un liderazgo más dinámico en beneficio del país.
Dentro del plano de los terceros partidos, el Partido Laborista Auténtico de Antigua y Barbuda, liderado por Vere Bird III publicó un documento de dieciséis páginas titulado simplemente «The Plan» («El Plan»), en el que se describió como una «alternativa democrática a los manejos corruptos del ABLP». El ABTLP atacó la política de «ciudadanía por inversión» del gobierno de Spencer, afirmando que era lo mismo que vender al país, y se comprometió a derogar las legislaciones al respecto. Al igual que el ABLP, prometió eliminar el impuesto sobre la renta personal para atraer inversores, así como crear empleo en la industria manufacturera ligera y promover la agricultura y acuicultura para abastecer a la industria hotelera. En el plano exterior, propuso dar mayores pasos hacia la integración caribeña y tener acercamientos con los estados del África Occidental.

## Resultados

### Nivel general
Las elecciones resultaron en una rotunda victoria para el Partido Laborista de Antigua y Barbuda, liderado por Gaston Browne, que obtuvo un 56,64% de los votos válidamente emitidos y una mayoría absoluta de catorce de los diecisiete escaños parlamentarios contra el 41,76% del Partido Progresista Unido de Baldwin Spencer, facilitando la elección de Browne como primer ministro. En ese momento se trató del triunfo más amplio logrado por los laboristas desde 1989, las últimas elecciones en las que el partido había competido bajo el liderazgo de Vere Bird. El ABLP ganó trece de las dieciséis circunscripciones de Antigua y ganó la circunscripción única de Barbuda, con Arthur Nibbs imponiéndose por un voto ante Trevor Walker, del Movimiento Popular de Barbuda, en una inversión del resultado de la anterior elección. Se trató de la primera vez desde 1965 que los laboristas ganaban en Barbuda y la primera vez desde 1971 que cualquier partido nacional con sede en Antigua ganaba la isla. Por lo demás, el triunfo más amplio para los laboristas fue en St. Peter, donde Asot Michael retuvo su escaño con el 69,09% de los votos, y su peor desempeño en St. Philip South con un 45,63%.
El Partido Progresista Unido sufrió la peor derrota para un gobierno en funciones en la historia de Antigua y Barbuda, obteniendo únicamente tres escaños. Baldwin Spencer retuvo su escaño en St. John's Rural West por una diferencia de tan solo 30 votos, mientras que Joanne Massiah logró retener el bastión del UPP en All Saints East & St. Luke con un 52,83% y Wilmoth Daniel fue reelecto en St. Philip South con un 54,37%, el mejor resultado del partido en la jornada. Una de las pérdidas más significativas para el UPP fue St. Mary's South, que controlaba desde su primera elección en 1994 con Hilson Baptiste. La participación aumentó drásticamente respecto a los anteriores comicios, alcanzando un 90,08% del electorado registrado.
|  | 56.64 % |

|  | 41.76 % |

|  | 1.13 % |

|  | 0.43 % |

|  | 0.03 % |

|  | 0.02 % |

|  | 99.57 % |

|  | 0.43 % |

|  | 100.00 % |

|  | 90.08 % |

### Resultado por isla
| Isla    | ABLP   | ABLP   | ABLP    | UPP          | UPP          | UPP          | ABTLP        | ABTLP        | ABTLP        | ABPM         | ABPM         | ABPM         | BPM          | BPM          | BPM          | Ind.         | Ind.         | Ind.         | Votos válidos | Votos válidos | Blancos/Anulados | Blancos/Anulados | Participación | Participación |
| Isla    | Votos  | %      | Escaños | Votos        | %            | Escaños      | Votos        | %            | Escaños      | Votos        | %            | Escaños      | Votos        | %            | Escaños      | Votos        | %            | Escaños      | Votos         | %             | Votos            | %                | Votos         | %             |
| ------- | ------ | ------ | ------- | ------------ | ------------ | ------------ | ------------ | ------------ | ------------ | ------------ | ------------ | ------------ | ------------ | ------------ | ------------ | ------------ | ------------ | ------------ | ------------- | ------------- | ---------------- | ---------------- | ------------- | ------------- |
| Antigua | 23.753 | 56.80% | 13      | 17.868       | 42.72%       | 4            | 182          | 0,44%        | —            | 12           | 0,03%        | —            | 7            | 0,02%        | —            | No participó | No participó | No participó | 41.822        | 99,57%        | 210              | 0,43%            | 46.703        | 89.94%        |
| Barbuda | 485    | 50,05% | 1       | No participó | No participó | No participó | No participó | No participó | No participó | No participó | No participó | No participó | No participó | No participó | No participó | 484          | 49,95%       | —            | 769           | 99,69%        | 3                | 0,31%            | 1.017         | 95,58%        |
| Total   | 24.238 | 56.64% | 14      | 17.868       | 41,76%       | 3            | 182          | 0,43%        | 0            | 12           | 0,03%        | 0            | 7            | 0,02%        | 0            | 494          | 1,13%        | 0            | 42.892        | 99,57%        | 185              | 0,43%            | 47.720        | 90.27%        |

### Resultados por circunscripción
|  | 65.57 % |

|  | 34.43 % |

|  | 99.77 % |

|  | 0.23 % |

|  | 100.00 % |

|  | 91.26 % |

|  | 53.79 % |

|  | 46.21 % |

|  | 99.73 % |

|  | 0.27 % |

|  | 100.00 % |

|  | 93.38 % |

|  | 62.92 % |

|  | 37.08 % |

|  | 99.47 % |

|  | 0.53 % |

|  | 100.00 % |

|  | 90.68 % |

|  | 50.38 % |

|  | 49.62 % |

|  | 99.45 % |

|  | 0.55 % |

|  | 100.00 % |

|  | 88.54 % |

|  | 59.84 % |

|  | 39.08 % |

|  | 1.08 % |

|  | 99.61 % |

|  | 0.39 % |

|  | 100.00 % |

|  | 88.82 % |

|  | 57.95 % |

|  | 42.05 % |

|  | 99.49 % |

|  | 0.51 % |

|  | 100.00 % |

|  | 89.21 % |

|  | 60.54 % |

|  | 39.23 % |

|  | 0.23 % |

|  | 99.45 % |

|  | 0.55 % |

|  | 100.00 % |

|  | 90.69 % |

|  | 56.80 % |

|  | 43.20 % |

|  | 99.67 % |

|  | 0.33 % |

|  | 100.00 % |

|  | 89.41 % |

|  | 52.09 % |

|  | 47.91 % |

|  | 98.88 % |

|  | 1.12 % |

|  | 100.00 % |

|  | 91.93 % |

|  | 52.83 % |

|  | 46.78 % |

|  | 0.39 % |

|  | 99.58 % |

|  | 0.42 % |

|  | 100.00 % |

|  | 91.74 % |

|  | 54.49 % |

|  | 45.03 % |

|  | 0.48 % |

|  | 99.55 % |

|  | 0.45 % |

|  | 100.00 % |

|  | 89.92 % |

|  | 54.51 % |

|  | 44.09 % |

|  | 1.40 % |

|  | 99.78 % |

|  | 0.22 % |

|  | 100.00 % |

|  | 88.47 % |

|  | 69.09 % |

|  | 28.83 % |

|  | 2.08 % |

|  | 99.13 % |

|  | 0.87 % |

|  | 100.00 % |

|  | 88.66 % |

|  | 66.23 % |

|  | 33.77 % |

|  | 99.31 % |

|  | 0.69 % |

|  | 100.00 % |

|  | 91.52 % |

|  | 54.37 % |

|  | 45.63 % |

|  | 99.38 % |

|  | 0.62 % |

|  | 100.00 % |

|  | 91.67 % |

|  | 59.28 % |

|  | 39.53 % |

|  | 1.18 % |

|  | 99.92 % |

|  | 0.08 % |

|  | 100.00 % |

|  | 89.72 % |

|  | 50.05 % |

|  | 49.95 % |

|  | 99.69 % |

|  | 0.31 % |

|  | 100.00 % |

|  | 95.58 % |